# Cyliosoma excavatum
Cyliosoma excavatum är en mångfotingart som beskrevs av Karl Wilhelm Verhoeff 1928. Cyliosoma excavatum ingår i släktet Cyliosoma och familjen Sphaerotheriidae. Inga underarter finns listade i Catalogue of Life.